# Judd Flavell
Judd Flavell (Whangarei, 31 dicembre 1973) è un ex cestista e allenatore di pallacanestro neozelandese.
(Paul Henare)

## Carriera
Da giocatore è arrivato 5 volte in finale della NBL, con quattro squadre diverse, uscendone sempre sconfitto.
Con la Nuova Zelanda ha disputato i Campionati mondiali del 2002.
Fino al 2019 è stato assistente allenatore dei New Zealand Breakers e allenatore degli Auckland Pirates con cui ha vinto un titolo nazionale.